# Коленкор

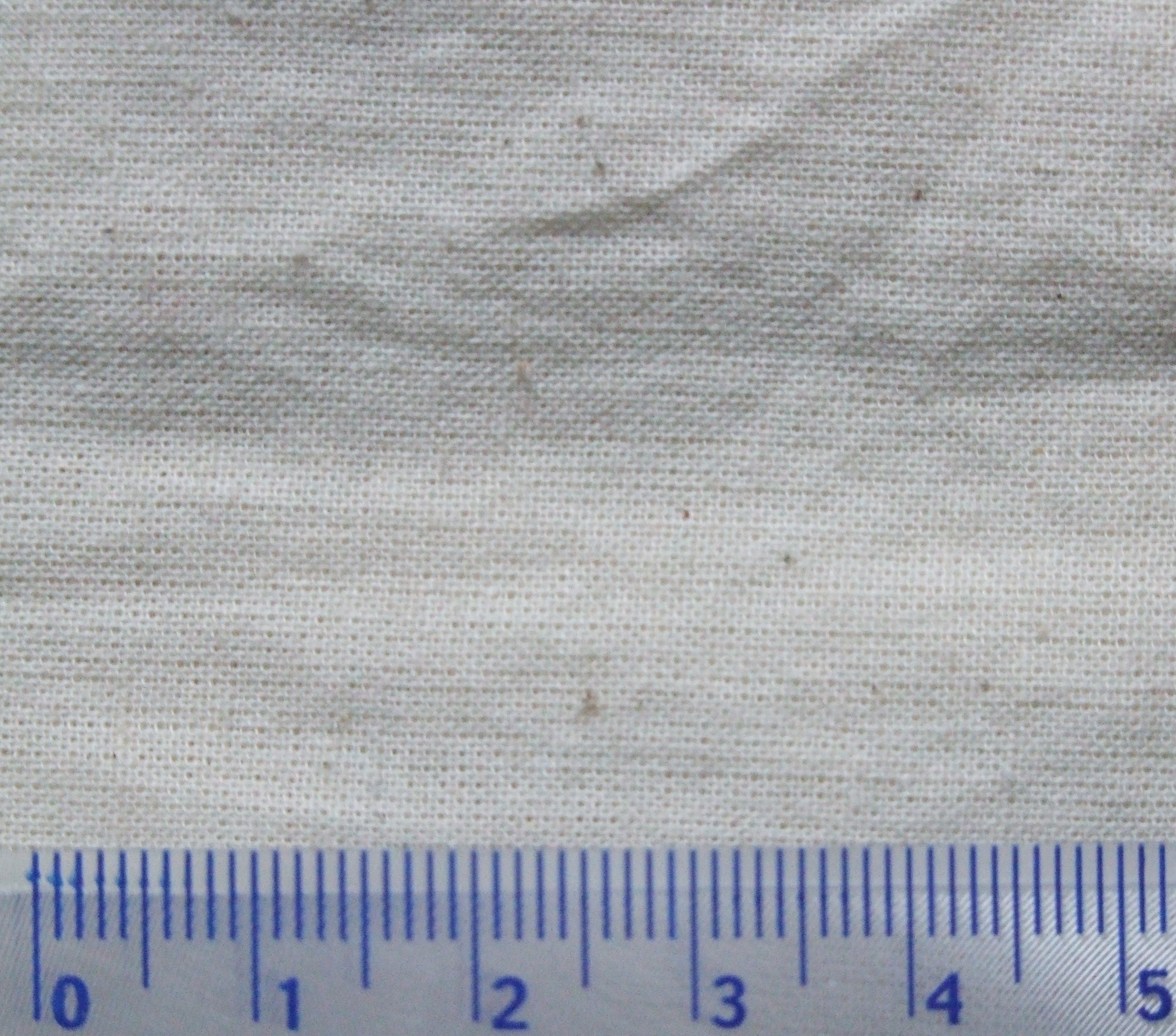
Коленкор

Коленко́р (от фр. calicot — «ситец из Каликута») — лёгкая и жёсткая подкладочная и прокладочная ткань полотняного переплетения из хлопчатобумажной пряжи среднего качества (митколя), пропитанная связующим составом. Может быть гладкокрашенной, белой или цветной.
Коленкор также использовался и используется до сих пор в качестве переплётного материала для обложек книг и канцелярской продукции.
Устаревшие названия этой ткани — «калинкор» и «коленкора».

## Этимология названия
Слово «коленкор» произошло от французского «calencar» – это индийская хлопчатобумажная материя, пропитанная крахмалом и красителем, либо от персидского «kalamkar», что означает «род крашеной материи»; также есть версия, что название этой ткани происходит от топонима — индийских гор Каликута.

## Технология изготовления
Коленкор представляет собой миткаль — хлопчатобумажную ткань полотняного переплетения — которую дополнительно обработали путём пропитывания связующим составом, например, крахмалом.
На стадии отделки коленкор для жёсткости сильно крахмалили или пропитывали клеем, а для гладкости и блеска — подвергали лощению.

## Применение
В русской деревне из белого коленкора шили рубахи и подкладку для сарафанов и безрукавок.
Художник В. В. Верещагин вспоминал, что белые коленкоровые штанишки, в которых он ходил в детстве, были накрахмалены и шумели. Цветной коленкор шёл на изготовление недорогих платьев, а также книжных переплётов и подкладки к верхней одежде. У Гоголя в «Шинели» Башмачкин выбрал на подкладку добротного и плотного коленкору. Коленкор был широко распространён в XVIII—XIX веках, в XX веке из коленкора уже шили только бельё.
В старину простыни и другое постельное бельё, скатерти, шторы и занавески, рубашки делали из неокрашенного коленкора.
Подкладки для курток и другой верхней одежды, платья, обивку мебели, переплёты книг делали из окрашенной ткани.

## В культуре
В русском языке фразеологизм «другой коленкор» широко употреблялся в XIX веке в значениях «другое дело», хотя правильное или первоначальное его значение — «переплетение жизненных ситуаций, сложное, запутанное дело».
Другие варианты фразеологизма — «совершенно другой коленкор», «не тот коленкор», «вот так коленкор!».
Происхождение фразеологизма «другой коленкор» и его вариаций связано с другим значением слова «переплёт» — «наложение обстоятельств».